# Lista över pyramider i Egypten
Över en period på 3 500 år i forntidens Egypten byggde faraonerna 118 pyramider. Listan innehåller grundläggande uppgifter om pyramiderna i mån av tillgänglighet och i kronologisk ordning. I de fall pyramidernas forntida namn inte är etablerade eller kända på svenska anges dessa i kursiv stil på engelska.
| Farao                          | Namn/Forntida namn                            | Dynasti | Plats                     | Bas (Längd x Bredd) x Höjd (m) | Volym (kubikmeter)   | Lutning              | Notering | Bild                              |
| Djoser                         | Djosers trappstegspyramid                     | 3:e     | Sakkara                   | 121Lx109Bx60H                  | 330 400              |                      | Området på cirka 15 ha innefattar en inhägnande mur, mer än 1,6 km lång och 10,5 meter hög och med 5,6 kilometer underjordiska tunnlar. |                                   |
| Sekhemkhet                     | Den begravda pyramiden                        | 3:e     | Sakkara                   | 115Kv x 7H                     | 33 600 (ofullbordad) |                      | |                                   |
| Khaba eller någon annan.       | Khabas pyramid (Layer Pyramid)                | 3:e     | Zawyet el-Aryan           | 84Kvx20H                       | 47 040 (ofullbordad) |                      | |                                   |
| Snofru                         | Pyramiden i Meidum (Sneferu Endures)          | 4:e     | Meidum                    | 144Kvx92H                      | 638 733              | 51° 50' 35"          | Området inkluderar en satellitpyramid.                                                                                                  |                                   |
| Snofru                         | Böjda pyramiden                               | 4:e     | Dahshur                   | 188Kvx105H                     | 1 237 040            | 54° 50' 35" /43° 22' | Området inkluderar en satellitpyramid.                                                                                                  | Sneferu's Bent Pyramid in Dahshur |
| Snofru                         | Röda pyramiden, (The Shining Pyramid)         | 4:e     | Dahshur                   | 220Kvx104H                     | 1 694 000            | 43° 22'              | |                                   |
| Cheops                         | Cheopspyramiden                               | 4:e     | Gizaplatån                | 230,3Kvx146,6H                 | 2 583 283            | 51° 50' 40"          | Området inkluderar en satellitpyramid och tre drottningpyramider.                                                                       |                                   |
| Djedefra                       | Djedefras pyramid (Den förlorade pyramiden)   | 4:e     | Abu Rawash                | 106,2Kvx~68H                   | 131 043              | ~52°                 | Förstörd. Området inkluderade en satellitpyramid.                                                                                       |                                   |
| Chefren (Khafre)               | Chefrens pyramid                              | 4:e     | Gizaplatån                | 215,25Kvx143,5H                | 2 211 096            | 53°10'               | Området inkluderar en satellitpyramid.                                                                                                  |                                   |
| Sanakht aka Nebka (?)          | Unfinished Northern Pyramid                   | 4:e     | Zawyet el-Aryan           | 200sq.x?h.                     | (ofullbordad)        |                      | |                                   |
| Menkaura                       | Menkauras pyramid                             | 4:e     | Gizaplatån                | 103,4Kvx65,5H                  | 235 183              | 51°20′25″            | Området inkluderar tre drottningpyramider.                                                                                              |                                   |
| Shepseskaf                     | Mastabet el-Fara'un, The Purified Pyramid     | 4:e     | Södra Sakkara             | 99,6Lx74,4Bx18H                | 148 271              | 70°                  | En stor mastaba, inte pyramid. |                                   |
| Khentkaus I                    |                                               | 4:e     | Gizaplatån                | 45,5Lx45,8Bx17,5H              | 6 372(övre)          | 74°                  | Trappstegsgrav (Stepped tomb). |                                   |
| Userkaf                        | Pure are the places of Userkaf                | 5:e     | Sakkara                   | 73,3Kvx49H                     | 87 906               | 53°7'48"             | Området inkluderar en satellitpyramid.                                                                                                  |                                   |
| Sahura                         | Sahure's soul shines                          | 5:e     | Abusir                    | 78,75Kvx47H                    | 96 542               | 50°11'40"            | Området inkluderar en satellitpyramid.                                                                                                  |                                   |
| Neferirkara                    | Pyramid of the Ba of Neferirkare              | 5:e     | Abusir                    | 105Kvx54H                      | 257 250              | 73°                  | Byggde ursprungligen en trappstegspyramid.                                                                                              |                                   |
| Neferefra                      | The Pyramid which is Divine of the Ba Spirits | 5:e     | Abusir                    | 65sq.x?h.                      | (ofullbordad)        |                      | |                                   |
| Neuserra                       | The places of Niuserre Endure                 | 5:e     | Abusir                    | 79,9Kvx51,68H                  | 112 632              | 51° 50' 35"          | Området inkluderar en satellitpyramid och en eller två drottningpyramider.                                                              |                                   |
| Djedkara                       | Beautiful is Isesi                            | 5:e     | Södra Saqqara             | 78,75Kvx52,5H                  | c.107 835            | 52°                  | Området inkluderar en satellitpyramid och en drottningpyramid.                                                                          |                                   |
| Unas                           | Pyramid of Unas                               | 5:e     | Norra Sakkara             | 57,75Kvx43H                    | 47 390               | 56°                  | Området inkluderar en satellitpyramid.                                                                                                  |                                   |
| Teti                           | Tetis pyramid                                 | 6:e     | Norra Sakkara             | 78,5Kvx52,5H                   | 107 835              | 53° 7' 48"           | Området inkluderar en satellitpyramid och två drottningpyramider.                                                                       |                                   |
| Pepi I                         | The perfection of Pepi is established         | 6:e     | Södra Sakkara             | 78,75Kvx52,5H                  | c. 107 835           | 53° 7' 48"           | Området inkluderar en satellitpyramid och fem drottningpyramider.                                                                       |                                   |
| Merenra I                      | The perfection of Merenre appears             | 6:e     | Södra Sakkara             | 78,75Kvx52,5H                  | c. 107 835           | 57°7'48"             | |                                   |
| Pepi II                        | Pepi is established and living                | 6:e     | Södra Sakkara             | 78,75Kvx52,5H                  | c.107 835            | 53° 7' 48"           | Området inkluderar en satellitpyramid och tre drottningpyramider.                                                                       |                                   |
| Kakara Ibi                     | Kakara Ibis pyramid                           | 8:e     | Södra Sakkara             | 31,5Kvx21?H                    | 6,994?               |                      | Den sista pyramid som byggdes i Sakkara                                                                                                 |                                   |
| Khui                           | Khuis pyramid                                 | FMT     | Dara (i närheten av Asyut | 130Kvx?H                       |                      |                      | |                                   |
| Amenemhet I                    | The Places of the Appearances of Amenemhat    | 12:e    | Lisht                     | 84Kvx55H                       | 129 360              | 54° 27' 44"          | |                                   |
| Senusret I                     | Senusret beholds the two lands                | 12:e    | Lisht                     | 105Kvx61,25H                   | 225 093              | 49° 24'              | Området inkluderar en satellitpyramid och nio drottningpyramider.                                                                       |                                   |
| Amenemhet II                   | Vita pyramiden, Amenemhat is Provided         | 12:e    | Dashur                    | 50Kvx?H                        |                      |                      | |                                   |
| Senusret II                    | Senusret Appears                              | 12:e    | El-Lahun (Illahun)        | 106Kvx48,6H                    | 185 665              | 42° 35'              | Området inkluderar en satellitpyramid eller en drottningpyramid.                                                                        |                                   |
| Senusret III                   |                                               | 12:e    | Dahshur                   | 105Kvx78H                      | 288 488              | 56° 18' 35"          | Området inkluderar en satellitpyramid och sju drottningpyramider.                                                                       |                                   |
| Amenemhet III                  | Svarta pyramiden /Amenemhat is Beautiful      | 12:e    | Dahshur                   | 105Kvx75H                      | 274 625              | 56° 18' 35"          | |                                   |
| Amenemhet III                  | Amenemhat Lives                               | 12:e    | Hawara                    | 105Kvx~58H                     | 200 158              | 48° 45'              | |                                   |
| Amenemhet IV eller Sobehneferu |                                               | 12:e    | Södra Mazghuna            | 52,5Kvx?H(ofullbordad)         | 30 316               |                      | |                                   |
| Khendjer                       |                                               | 13:e    | Södra Sakkara             | 52,5Kvx ~37,35H                | 44 096               | 55°                  | |                                   |
| Ahmose                         |                                               | 18:e    | Abydos                    | 52.5Kvx ~40H                   |                      | 60°                  | |                                   |

Förklaringar:L=längd, B=bredd, H=höjd, Kv=Baslängd (=basbredd) dvs kvadratisk bas